# Бове-1 (кантон)
Бове-1 (фр. Beauvais-1) — кантон во Франции, находится в регионе О-де-Франс, департамент Уаза. Входит в состав округа Бове.

## История
Кантон образован в результате реформы 2015 года  на основе упраздненных кантонов Бове-Нор-Уэст и Бове-Нор-Эст.

## Состав кантона с 22 марта 2015 года
В состав кантона входят коммуны (население по данным Национального института статистики Архивная копия от 7 ноября 2021 на Wayback Machine за 2018 г.):
- Бове (35 489 чел.) (северные и центральные кварталы)
- Ле-Мон-Сент-Адриян (645 чел.)
- Мийи-сюр-Терен (1 756 чел.)
- Пьерфит-ан-Бовези (372 чел.)
- Савиньи (865 чел.)
- Сен-Жермен-ла-Потри (483 чел.)
- Фукени (429 чел.)
- Эрши (634 чел.)

## Политика
На президентских выборах 2022 г. жители кантона отдали в 1-м туре Эмманюэлю Макрону 26,8 % голосов против 25,6 % у Марин Ле Пен и 24,9 % у Жана-Люка Меланшона; во 2-м туре в кантоне победил Макрон, получивший 56,0 % голосов. (2017 год. 1 тур: Марин Ле Пен – 25,7 %, Эмманюэль Макрон – 23,2 %, Жан-Люк Меланшон – 19,5 %, Франсуа Фийон – 16,9 %; 2 тур: Макрон – 62,2 %. 2012 год. 1 тур: Франсуа Олланд - 29,6 %, Николя Саркози - 25,3 %, Марин Ле Пен - 20,6 %; 2 тур: Олланд - 52,9 %).
С 2015 года кантон в Совете департамента Уаза представляют первый вице-мэр коммуны Савиньи Брижитт Лефевр (Brigitte Lefebvre) (Разные правые) и вице-мэр города Бове Шарль Локе (Charles Locquet) (Республиканцы).
|                | Кандидаты                     | Партия                   | Первый тур | Первый тур     | Второй тур | Второй тур |
| Кол-во голосов | Кандидаты                     | Партия                   | % голосов  | Кол-во голосов | % голосов  |            |
| -------------- | ----------------------------- | ------------------------ | ---------- | -------------- | ---------- | ---------- |
|                | Брижитт Лефевр Шарль Локе     | Правый блок              | 3 622      | 50,10          | 4 487      | 63,19      |
|                | Доминик Кленкемайи Тьерри Ори | Левый блок – Зелёные     | 2 044      | 28,27          | 2 614      | 36,81      |
|                | Давид Манье Клер Маре-Бёй     | Национальное объединение | 1 564      | 21,63          |            |            |

|                | Кандидаты                            | Партия                   | Первый тур | Первый тур     | Второй тур | Второй тур |
| Кол-во голосов | Кандидаты                            | Партия                   | % голосов  | Кол-во голосов | % голосов  |            |
| -------------- | ------------------------------------ | ------------------------ | ---------- | -------------- | ---------- | ---------- |
|                | Брижитт Лефевр Шарль Локе            | Правый блок              | 3 769      | 29,74          | 7 499      | 63,20      |
|                | Стефан Баллю Сандрин Леруа           | Национальный фронт       | 3 755      | 29,63          | 4 366      | 36,80      |
|                | Тибо Вигье Стефани Приу              | Левый блок               | 2 524      | 19,92          |            |            |
|                | Жаклин Фонтен Готье Дюко             | Разные левые             | 1 705      | 13,45          |            |            |
|                | Базиль Горен Присцилла Ньябен Диконг | Демократическое движение | 581        | 4,58           |            |            |
|                | Соня Гийман Филипп Маллар            | Крайне левые             | 338        | 2,67           |            |            |